# 三井ガーデンホテル日本橋プレミア
三井ガーデンホテル日本橋プレミア（みついガーデンホテルにほんばしプレミア、Mitsui Garden Hotel Nihonbashi Premier）は、東京都中央区日本橋室町にあるホテル。三井ガーデンホテルの1つ。運営は三井不動産ホテルマネジメントである。

## 概要
三井ガーデンホテル日本橋プレミアは、プレミアシリーズとしては全国で5つ目のホテルで、都内では3つ目のホテルである。三井不動産が日本紙パルプ商事よりプロジェクトマネジメントを受託し、複合施設である「OVOL(オヴォール)日本橋ビル」内に開業したホテルである。立地的には、伝統と革新が融合する街といえる、日本橋エリアの北の玄関口に位置し、最寄り駅は東京メトロ三越前駅およびJR新日本橋駅に地下階で直結しており、東京駅へも徒歩圏の距離にある。日本橋や東京駅周辺のオフィス街、銀座や渋谷、新宿といった商業・オフィスエリアなどへの、ビジネス・観光・レジャーにも便利なロケーションである。建物の特徴としては、施設内外のデザインで配慮したのは、江戸文化で栄えた日本橋らしさをデザインに盛り込み、日本橋の粋を体感できるデザインを採用していることである。建物構成では、中央通り沿いにホテルエントランスとカフェを配置して賑わいをもたせたこと、また、街の老舗店舗や観光スポット、イベントやお祭り情報など、日本橋の歴史を知ることができる日本橋案内カウンターを設けていることである。その他、9階のホテルのメインフロアーには、日本文化の象徴ともいえる宿泊客専用の大浴場が設けられており、宿泊客への癒しを整えているのが特徴である。

## 経緯
- 2016年（平成28年）7月1日 - ホテル着工
- 2018年（平成30年）6月30日 - ホテル竣工
- 2018年（平成30年）9月13日 - ホテルグランドオープン

## 建築概要
- 建物名称 - OVOL(オヴォール)日本橋ビル
  - 所在地 - 東京都中央区日本橋室町三丁目4番4号
  - 地域地区 - 商業地域、許容建蔽率80%、許容容積率800%・700%
  - 地区計画 - 街並み誘導型地区計画、高度利用型地区計画、機能更新型高度利用地区
  - 建築主 - 日本紙パルプ商事
  - 設計者 -竹中工務店
  - 施工者 - 竹中工務店
  - 建物用途 - 事務所、ホテル（客室264室）、店舗、駐車場
  - 敷地面積 - 2,340.78m2[2]
  - 建築面積 - 2,070.54m2[2]
  - 延面積 - 28,526.50m2[2]
  - 構造 - 鉄骨造、一部鉄骨鉄筋コンクリート造[2]
  - 基礎工法 - 現場造成杭[2]
  - 階数 - 地上15階、地下3階、塔屋2階建[2]
  - 建物高 - 55.36m（最高部68.00m）[2]
  - 工期 - 2016年（平成28年）7月1日～2018年（平成30年）6月30日[2]
  - 店舗数 - 5店舗

## 主要施設
地下3階 - 駐車場、機械室
地下2階 - 駐車場
地下1階 - 店舗（カフェ、レストラン、バー）
1階 - オフィスエントランス、ホテルエントランス、日本橋インフォメーションカウンー、店舗（物販）
2階-7階 - オフィス
8階 - 機械室
9階 - ホテルロビー、ホテルレストラン・バー、大浴場（宿泊客専用）
10階-15階 - ホテル客室 264室

## アクセス
- 鉄道
  - JR横須賀線・総武線 - 新日本橋駅 地下階より直結
  - JR中央線・山手線・京浜東北線 - 神田駅より約徒歩6分
  - JR・地下鉄各線 - 東京駅より徒歩約10分
  - 東京メトロ東西線・都営浅草線 - 日本橋駅より徒歩約8分
  - 東京メトロ銀座線・半蔵門線 - 三越前駅 地下階より直結
- タクシー・車
  - 首都高速 - 江戸橋出入口より約1.1km

## ギャラリー

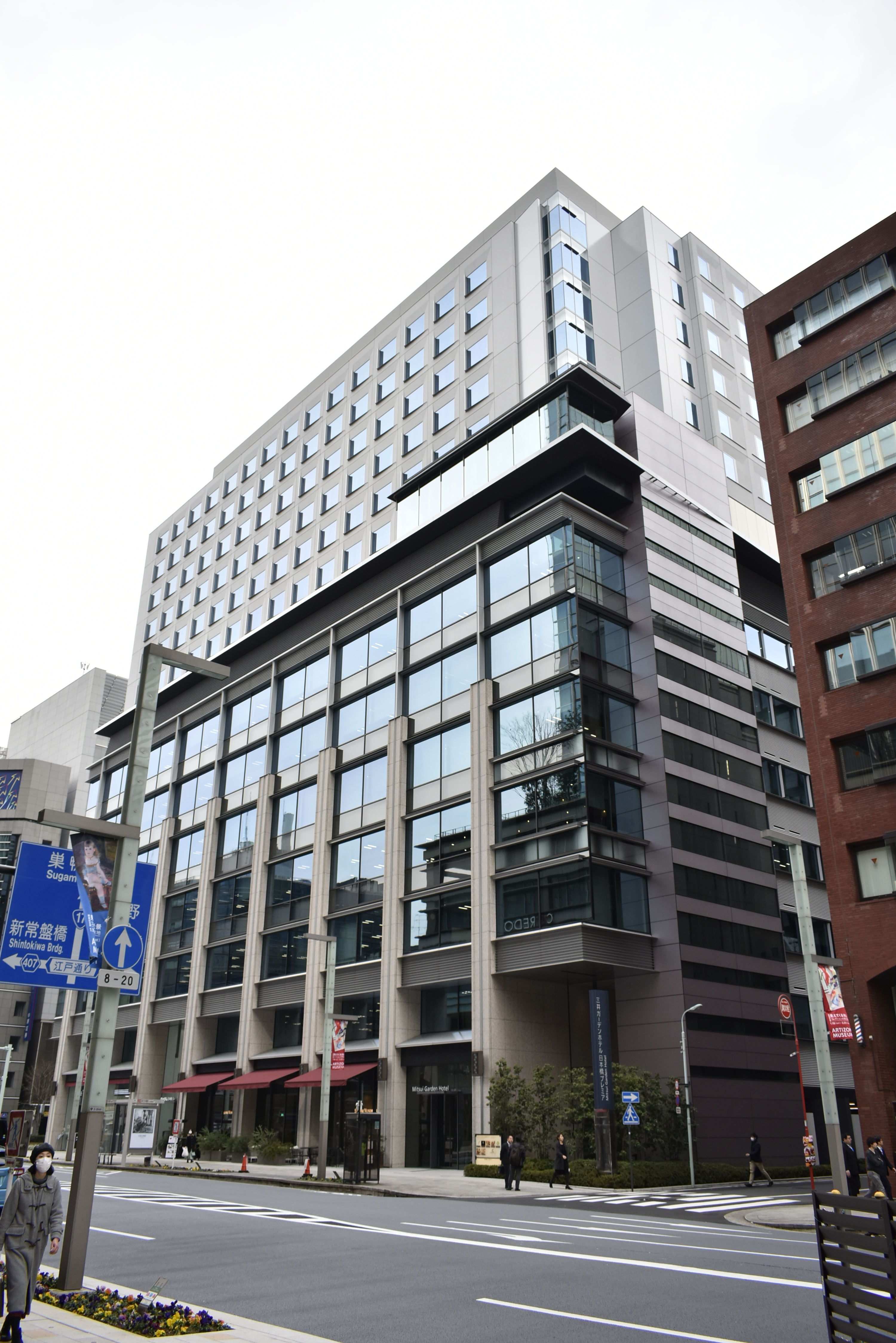
南西側より見る（2020年2月20日撮影）
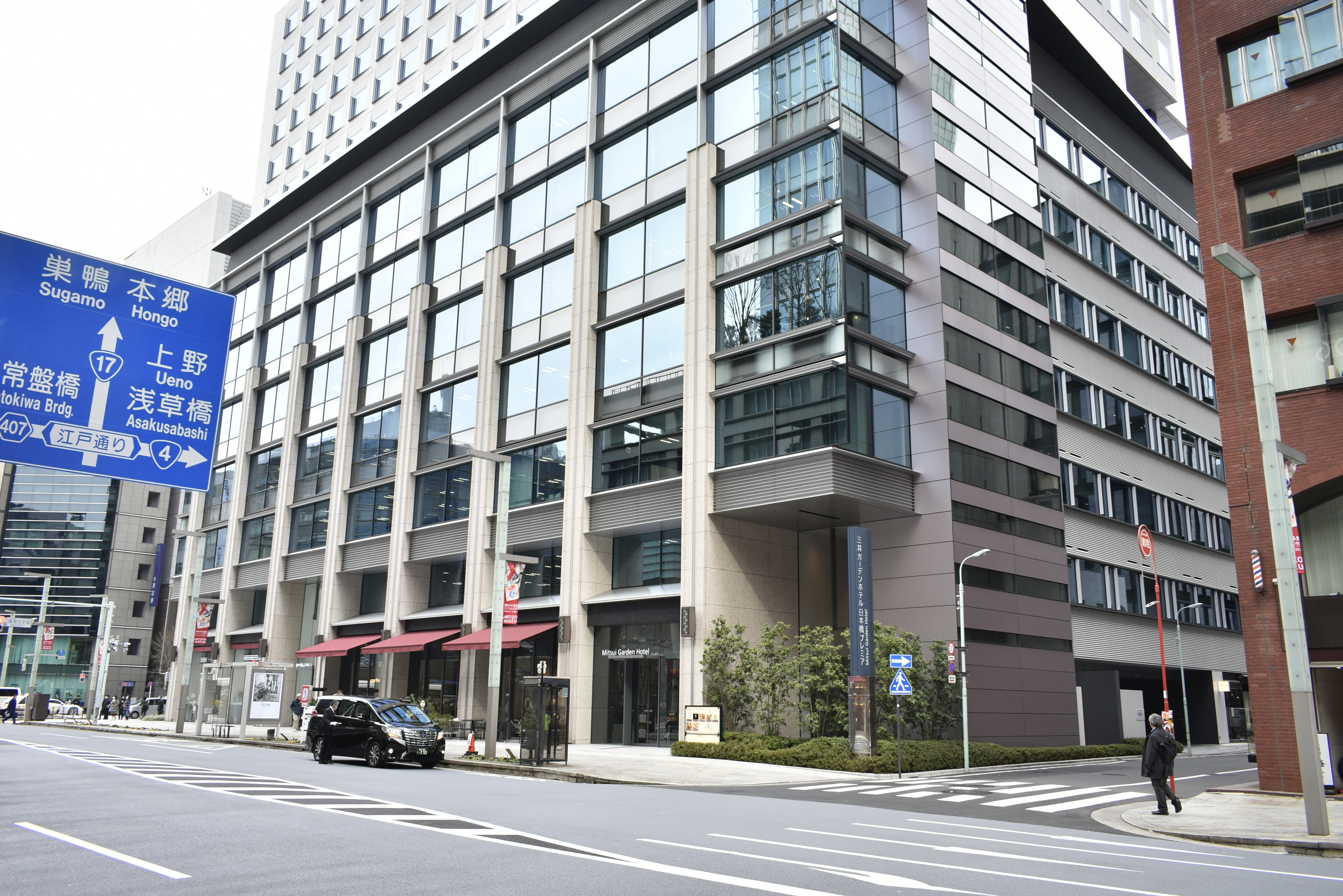
南西側より低層部を見る（2020年2月20日撮影）
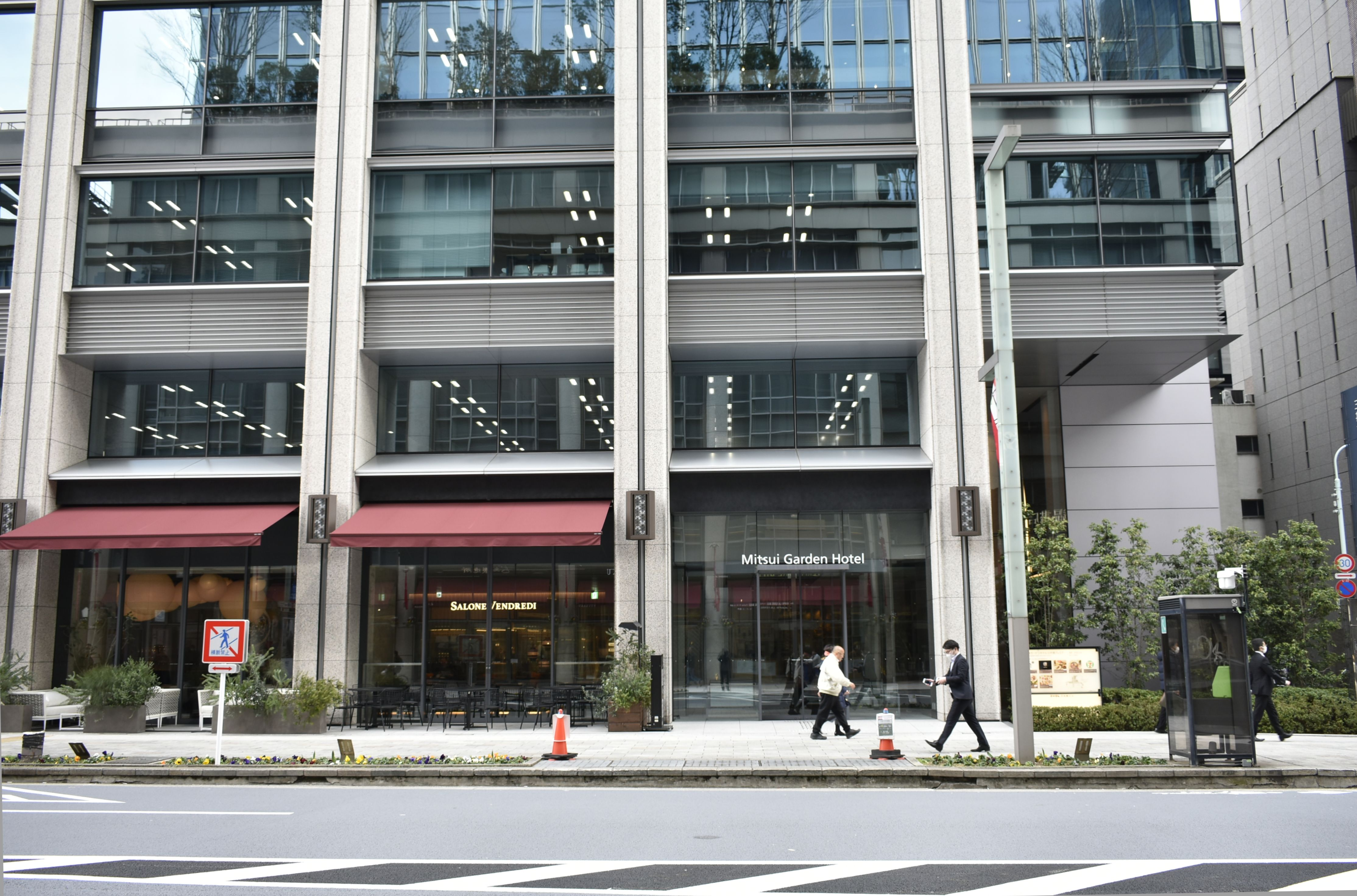
三井ガーデンホテル日本橋プレミア入口（2020年2月20日撮影）
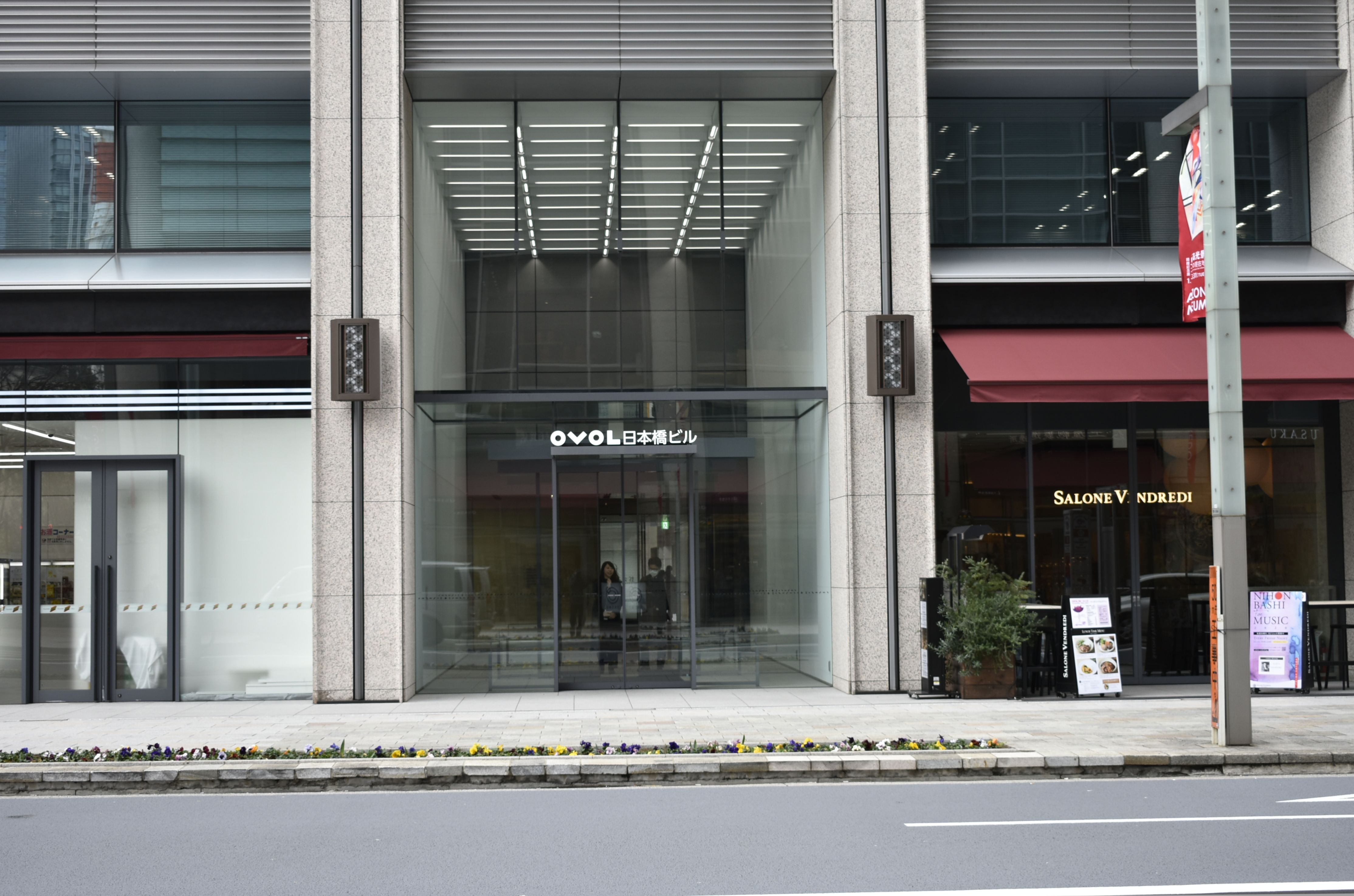
OVOL日本橋ビル入口 （2020年2月20日撮影）